# Musikjahr 1527
Liste der Musikjahre

◄◄ | ◄ | 1523 | 1524 | 1525 | 1526 | Musikjahr 1527 | 1528 | 1529 | 1530 | 1531 | ► | ►►

Weitere Ereignisse
Dieser Artikel behandelt das Musikjahr 1527.

## Ereignisse
- Martin Agricola, der sich 1519 in Magdeburg als Musiklehrer niedergelassen und der Reformation angeschlossen hat, ist Kantor der zu einer einzigen städtischen Anstalt zusammengefassten Musikschulen. Neben seiner Lehraufgabe bemüht sich Agricola vor allem darum, der neuen protestantischen Bewegung eine eigene Kirchenmusik zu geben.
- Cosmos Alder ist Sänger am Stift St. Vinzenz in Bern.
- Bonifacius Amerbach, der Professor der Rechtswissenschaft an die Universität Basel ist, heiratet 1527 Martha Fuchs, die Tochter eines Kaufmanns und Bürgermeisters aus Neuenburg am Rhein.
- Jakob Arcadelt verlässt seine Heimatstadt Namur, möglicherweise, weil Namur ab 1527 von den Truppen Kaiser Karls V. belagert wird. Vielleicht schon ab diesem Jahr datiert sein Aufenthalt in Florenz, weil ihn der Autor Cosimo Bartoli in seinen Ragionamenti Accademici als denjenigen Komponisten bezeichnet, der in Florenz in die Fußstapfen seines Freundes Philippe Verdelot getreten sei. Verdelot hat nach der Florentiner Pestepidemie 1527 entweder die Stadt verlassen oder ist dort verstorben. Beide Komponisten haben sich vermutlich nie gesehen, obwohl sie als Meister des frühen Madrigals immer zusammen genannt werden.
- Pierre Attaingnant erfindet um 1527/1528 eine Variante des Notendrucks, die das Drucken in einem Arbeitsgang erlaubt. Jedes Notenzeichen, jede Notentype (siehe auch Type) ist mit einem kleinen Segment der Notenlinien umgeben, sodass man das gesamte Notenbild mosaikartig zusammensetzen kann. Attaingnant ist von 1527 bis 1549 als Drucker und Verleger von Musikwerken in Paris tätig.[1]
- Antoine Barbé hat – nach den Akten der Kathedrale von Antwerpen – von 1527 bis 1562 die Stelle des Kapellmeisters inne.
- Eustorg de Beaulieu hält sich seit 1524 in Tulle auf. Sein später erschienenes Werk Les Divers Rapportz enthält mehrere an bekannte Persönlichkeiten der Stadt gerichtete Huldigungsgedichte.
- Arnold von Bruck wird in Wien zum Kapellmeister des österreichischen Regenten Erzherzog Ferdinand (dem späteren König und Kaiser Ferdinand I.) ernannt, und zwar als Nachfolger von Heinrich Finck. Diese Stellung wird er über 18 Jahre lang behalten; seine Vizekapellmeister sind Pieter Maessins (um 1505 – 1562), ebenfalls flämischer Abstammung, und Stephan Mahu.
- Hans Buchner ist Organist in der Pfarrkirche in Überlingen, behält aber seinen Wohnsitz in Konstanz.
- Cornelius Canis ist Sänger an der Kollegiatkirche Saint-Auban in Namur.
- Jehan Daniel ist Organist an der Kathedrale von Angers. Er wird diese Stelle bis 1540 innehaben.
- Sixt Dietrich, der in Konstanz Diakon und Lehrer der Chorknaben in Musik und Latein war, verliert 1527 durch die Reformation seine Einnahmen und schlägt sich mit Gelegenheitsarbeiten durch.
- Pedro de Escobar steht in Portugal im Dienste des Monarchen Manuel I. (Portugal). Er ist Lehrer der Knaben an der Kapelle seines Sohnes Alfonso.
- Heinrich Finck wird ab 1. Januar 1527 in der Wiener Hofordnung von König Ferdinand I. als Kapellmeister geführt, mit der Aufgabe, dass er „der knaben Preceptor sein und sy lernen“ solle. Fünf Monate später verstirbt er offenbar im Schottenkloster Wien: „Anno 1527, feria secunda post Trinitatem, 9. Junij, obijt Hainricus Finck, vir magnificus et musicus excellentissimus“.
- Georg Forster ist Mitglied der Heidelberger Kantorei von Kurfürst Ludwig X., welche unter Leitung des Kapellmeisters und Komponisten Lorenz Lemlin steht. Er erhält dort eine gründliche musikalische Ausbildung. Zu seinen Mitschülern gehören unter anderen Caspar Othmayr, Jobst von Brandt und Stefan Zirler, was zu einer lebenslangen Freundschaft mit diesen Komponisten führt. Forster studiert an der Universität Heidelberg alte Sprachen und wird hier im Sommer 1528 den Grad eines baccalaureus artium erwerben.
- Nicolas Gombert, der wahrscheinlich ein Schüler von Josquin Desprez († 1521) war, ist seit 1526 Mitglied der Hofkapelle von Kaiser Karl V. In den ersten drei Jahren bis 1529 hält sich Gombert mit dieser Kapelle in Toledo, Sevilla, Granada, Valladolid, Valencia und Madrid auf, weil die Kapelle den Kaiser auf dessen Reisen begleitet.
- Lupus Hellinck ist Succentor an der Liebfrauenkirche in Brügge und seit dem 17. Juni 1523 an der Hauptkirche St. Donatian, was mit den Aufgaben der Chorleitung und des Unterrichts der Chorknaben verbunden ist.
- Nikolaus Herman ist Kantor und Lehrer an der Lateinschule in St. Joachimsthal.
- Paul Hofhaimer ist spätestens seit 1522 Domorganist am Salzburger Dom im Dienst von Fürsterzbischof Kardinal Matthäus Lang von Wellenburg.
- Hans Kugelmann, der in den Diensten des Hauses Fugger in Augsburg stand, ist seit 1524 Trompeter und Hofkomponist beim Markgrafen Albrecht in Königsberg.
- Erasmus Lapicida, der um das Jahr 1521 vom Habsburger Erzherzog Ferdinand I. (Regierungszeit als Erzherzog 1521–1531) am Schottenkloster in Wien eine Präbende verliehen bekam, lebt dort die 26 restlichen Jahre seines Lebens. In Wien lernt er zwischen 1527 und 1534 den Theologen und Musiktheoretiker Johann Zanger (1517–1587) kennen, der später in seiner Schrift „Practicae musicae praecepta“ (Leipzig 1554) von einem Streit zwischen Lapicida, Stephan Mahu und Arnold von Bruck berichtet. Hierbei geht es um die Interpretation des Mensurzeichens ohne senkrechten Strich.
- Jacotin Le Bel ist Mitglied der Hofkapelle des französischen Königs Franz I. Er wird unter der Bezeichnung Maistre Jacques Le Bel, clerc du diocese d’Amyens geführt und bekommt vom König ein Kanonikat und eine Pfründe an der Kollegiatkirche Notre Dame in der Provinz Anjou.
- Georg Liban hält Vorlesungen an der Universität Krakau und ist von etwa 1506 bis 1528 an der Schule der Marienkirche als Kantor, seit 1514 als Rektor tätig. Er unterrichtet lateinische Prosodie, Griechisch und Musik.
- Johannes Lupi, der seit dem 18. Juni 1526 als parvus vicarius an der Domkantorei von Cambrai unter dem Leiter Jean Rémy (genannt Descaudin) tätig ist, rückt 1527 zum Magister puerorum auf, nachdem Rémy in den Ruhestand geht.
- Francesco Canova da Milano, der für Papst Leo X. und auch für Papst Hadrian VI. gearbeitet hatte, verbleibt wahrscheinlich auch während der Regentschaft Clemens VII. in Rom.
- Cristóbal de Morales ist Kapellmeister in Ávila.
- Anton Musa wird, nachdem er im Jahre 1526 Martin Luthers Deutsche Messe in Jena eingeführt hat, am 17. August 1527 offiziell als Stadtpfarrer eingesetzt. Als einer der ersten vom Landesherrn eingesetzten Superintendenten erhält er zugleich die Aufsicht über die Geistlichen in den Ämtern Jena und Eisenberg sowie im Stift Bürgel.
- Luis de Narváez steht seit den 1520er Jahren im Dienst von Francisco de los Cobos y Molina (1477–1547), Komtur von León und Sekretär von Kaiser Karl V.; er lebt mit großer Wahrscheinlichkeit in Valladolid mit seinem Dienstherrn bis zu dessen Tod 1547.
- Die erste Erwähnung von Giovanni Pierluigi da Palestrina, der wahrscheinlich 1525 geboren wurde, erfolgt in dem Testament seiner in Rom lebenden Großmutter Iacobella Pierluigi vom 22. Oktober 1527, in dem diese ihren Nachlass auf ihre Schwestern und Kinder überträgt und auch ihren etwa zweijährigen Enkel „Giov“ erwähnt, der einige Haushaltsgegenstände erhält. Nach einer Volkszählung 1526/1527 von Papst Clemens VII. wohnt ein Santo de Prenestina mit seiner Familie in der Nähe der Basilika San Giovanni in Laterano in Rom.
- Nicolas Payen ist wahrscheinlich zwischen 1522 und 1529 Chorknabe bei der capilla flamenca von Kaiser Karl V. Ab 1525 erscheint sein Name in den Pfründe-Listen der Gemeinden in Mons und Gorinchem.
- Matteo Rampollini ist seit 1520 Nachfolger von Bernardo Pisano als Leiter des Knabenchores an der Kathedrale Santa Maria del Fiore in Florenz.
- Ludwig Senfl heiratet 1527 die Tochter des Passauer Schiffsmeisters und Mautners Ambros Neuburger.
- Claudin de Sermisy ist Kaplan in der Kirche von Camberon in der Nähe von Abbeville. Er ist weiterhin Mitglied der Hofkapelle von König Franz I. von Frankreich. Seit 1525/26 ist Sermisy möglicherweise der Nachfolger von Antoine du Longueval als königlicher Chormeister (maître et recteur).
- John Taverner ist wahrscheinlich Chorleiter am Cardinal’s College (heute Christ Church College und Kathedrale) in Oxford.
- Philippe Verdelot ist seit März 1522 Maestro di capella am Baptisterium des Doms Santa Maria del Fiore in Florenz und spätestens ab April 1523 hat er das gleiche Amt am Dom selbst. Damit hat Verdelot die beiden wichtigsten kirchenmusikalischen Ämter der Stadt auf sich vereinigt und übt diese vermutlich bis Mitte 1527 aus.
- Johann Zanger ist ab 1527 ein naher persönlicher Bekannter und Schüler des Komponisten Stephan Mahu und rühmt ihn als Autorität in der Musiktheorie.

## Vokalwerke

### Geistlich
- Wolfgang Dachstein (vermutlich) – Kirchenlied Im Frieden dein, o Herre mein (Straßburg; Text vom Reformator Johannes Anglicus auf der Grundlage des biblischen Nunc dimittis)
- Philippe Verdelot
  - Congregati sunt: Noten und Audiodateien im International Music Score Library Project
  - O dulcissime Domine Jesu: Noten und Audiodateien im International Music Score Library Project
  - Sint dicte grates Christo: Noten und Audiodateien im International Music Score Library Project

### Weltlich
- Claudin de Sermisy – Tant que vivray: Noten und Audiodateien im International Music Score Library Project

## Geboren

### Geburtsdatum gesichert
- 21. März: Hermann Finck, deutscher Musiktheoretiker, Komponist und Organist († 1558)

### Genaues Geburtsdatum unbekannt
- Annibale Padovano, italienischer Organist und Komponist († 1575)

## Gestorben

### Todesdatum gesichert
- 09. Juni: Heinrich Finck, deutscher Kapellmeister und Komponist (* 1444 oder 1445)
- 00. Dezember: Gerhard van Wou, holländischer Glockengießer (* um 1440)

### Gestorben um 1527
- Peter Wulf, deutscher Rot- und Glockengießer (* unbekannt)
- Philippe Verdelot, französischer Komponist (* zwischen 1480 und 1485)